# Wraki polskiego wybrzeża
Wraki polskiego wybrzeża – poniższa lista zawiera wraki położone w polskiej strefie ekonomicznej.
| Nazwa                  | Kraj                 | Wodowanie            | Zatonięcie           | Współrzędne                                                     | Głębokość (m) | Uwagi |
| ---------------------- | -------------------- | -------------------- | -------------------- | --------------------------------------------------------------- | ------------- | --- |
| Abille (Abeille No 8?) | Francja?             | 1936?                | zima 1945?           | 54°35′38,77″N 18°47′27,31″E/54,594103 18,790919                 | 48            | Holownik serii Abeille?                                                                                   |
| Arngast                | Rzesza Niemiecka     |                      | styczeń 1920         |                                                                 | 20            | Holownik – opis                                                                                           |
| Christa                | Dania                | 1939                 | 31 lipca 1971        | 54°50′48″N 18°28′56″E/54,846667 18,482167                       | 16,5          | opis |
| Franken                | III Rzesza           | 8 marca 1939         | 8 kwietnia 1945      | 54°32′N 18°57′E/54,533333 18,950000                             | 47–72         | Tankowiec                                                                                                 |
| General Carleton       | Wielka Brytania      | 1777                 | 27 września 1785     | 54°50′15″N 18°03′43″E/54,837500 18,062000                       | 4–8           | bark, węglowiec                                                                                           |
| MS Goya                | III Rzesza           | 1942                 | 16 kwietnia 1945     | 55°12′00″N 18°18′00″E/55,200000 18,300000                       | 55            | |
| Graf Zeppelin          | III Rzesza           | 8 grudnia 1938       | 17 sierpnia 1947     | 55°31′N 18°17′E/55,516667 18,283333                             | 87            | Lotniskowiec.                                                                                             |
| Groznyj                | ZSRR                 | 1938–1944            |                      | Hel, Zatoka Gdańska                                             | 18            | nazwa typu                                                                                                |
| Margerete              |                      |                      |                      |                                                                 | 30            | opis |
| Mont Vernon            |                      | 1900                 | 26/27 stycznia 1947  |                                                                 | 28            | |
| ORP Delfin             | Polska               | 10 listopada 1942    |                      | 54°38′50,9″N 18°36′10,3″E/54,647472 18,602861                   | 20            | trałowiec typu YMS                                                                                        |
| ORP Groźny             | Polska               | 1957                 |                      | 54°40′33,2″N 18°40′53,5″E/54,675889 18,681528                   | 18            | opis |
| ORP Gryf               | Polska               | 29 listopada 1936    | 3 września 1939      | 54°40′N 18°34′E/54,666667 18,566667                             | 9             | |
| ORP Kujawiak           | Polska               | 1949                 | grudzień 1966        | Rybitwia Mielizna 54°41′28,6″N 18°33′06,9″E/54,691278 18,551917 | 5             | |
| ORP Wicher             | Polska               | 8 lipca 1928         | 3 września 1939      | 54°36′43,6″N 18°46′51,1″E/54,612111 18,780861                   | 10–20         | Zatopiony 3 września 1939, wydobyty i ponownie zatopiony                                                  |
| S-50                   | Cesarstwo Niemieckie | 4 listopada 1899     | 28 września 1914     | 54°54′N 17°19′E/54,900000 17,316667                             | 31            | Zatonął w sztormie. informacje                                                                            |
| Solen                  | Szwecja              |                      | 28 listopada 1627    | 54°28′N 18°42′E/54,466667 18,700000                             | 16            | |
| SS General von Steuben | III Rzesza           | 1922                 | 10 lutego 1945       | 54°41′N 16°51′E/54,683333 16,850000                             | 71            | |
| Stuttgart              |                      | 31 lipca 1923        | październik 1943     | 54°33′33,25″N 18°37′00,57″E/54,559236 18,616825                 | 21            | |
| Svanhild               |                      | 17 stycznia 1919     | 9 listopada 1944     | 54°50′31,4″N 18°40′29,9″E/54,842056 18,674972                   | 23            | informacje                                                                                                |
| Terra                  | III Rzesza           | 1935                 | 13 października 1944 | 55°08′N 17°46′E/55,133333 17,766667                             | 44            | informacje                                                                                                |
| U 346                  | III Rzesza           | 28 października 1942 | 20 sierpnia 1943     | 54°15,0′N 19°30,0′E/54,250000 19,500000                         | 47            | 8 Flotylla treningowa                                                                                     |
| UJ 1102                | III Rzesza           | 1936                 | 11 kwietnia 1945     |                                                                 | 6             | Znany również jako Westfalen i UJ 112                                                                     |
| West Star              | Dania                | 1965                 | 30 października 1971 | 54°47′14″N 17°40′43″E/54,787222 17,678611                       | 2,5–3         | informacje                                                                                                |
| MS Wilhelm Gustloff    | III Rzesza           | 5 maja 1936          | 30 stycznia 1945     | 55°07′27,7″N 17°42′14,6″E/55,124361 17,704056                   | 45–47         | Była to największa katastrofa-w kamizelkach ratunkowych zamarzło 6600 pasażerów przy 20-stopniowym mrozie |
| s/y Zawisza Czarny     | Polska               | 1901                 | 1949                 | Zatoka Pucka 54°40′42″N 18°34′06″E/54,678333 18,568333          | 7             | Podczas okupacji niemieckiej przejęty przez Niemców i przemianowany na Schwarze Husar informacje          |

Uwagi:
- informacje z "?" są tylko przypuszczeniem badaczy, nie potwierdzonym w faktach.